# Jardín Botánico Ponziano

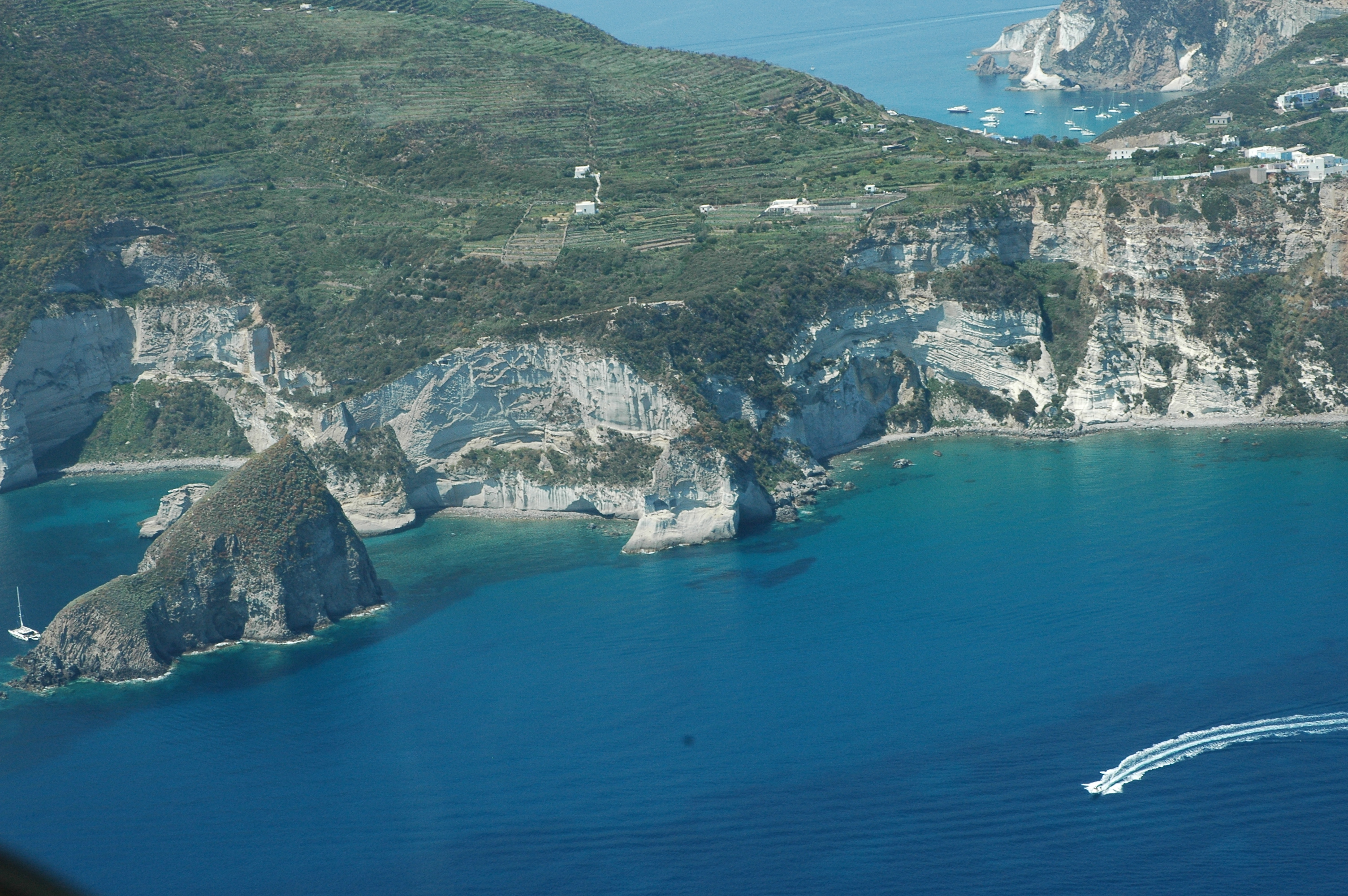
Vista aérea de Ponza.

El Jardín Botánico Ponziano (en italiano: Giardino Botanico Ponziano) es un jardín botánico de propiedad privada, en Ponza en las islas Pontinas.

## Localización
Este jardín privado se encuentra ubicado justo encima de la "Grotta di Ulisse" O "Del Sangue", que significa "Gruta de Ulises" o "de la Sangre". Esta gruta es un sitio de visita obligado de los entusiastas de Homero, además de la próxima "Grotta della Maga Circe".
Está localizado en: Villa Madonna collina Belvedere, Ponza, islas Pontinas, Provincia de Latina, Lazio, Italia.40°54′0″N 12°58′0″E / 40.90000, 12.96667

## Historia
El jardín fue creado en 1980 por el Dr. Biagio Vitiello, y alberga una gran variedad de plantas leñosas típicas de las islas Pontinas que actualmente se encuentran amenazadas.

## Colecciones
El jardín botánico alberga una colección de orquídeas, silvestres incluyendo Neottia nidus-avis, Ophrys tenthredinifera, Orchis morio, Orchis papilionacea, Serapias lingua, y Spiranthes spiralis.
Otras especies que incluye Anthyllis barba-jovis, Arbutus unedo, Artemisia arborescens, Asparagus acutifolius, Cistus monspeliensis, Cistus salviifolius, Daphne sericea, Erica arborea, Erica multiflora, Euphorbia arborescens, Juniperus phoenicea, Laurus nobilis, Lonicera implexa, Medicago arborea, Myrtus communis, Pistacia lentiscus, Rhamnus alaternus, Ricinus communis, Scilla maritima, Smilax aspera, Spartium junceum, Sternbergia lutea, Thymelaea hirsuta, y Viburnum tinus.